# America
„America“ (в превод: „Америка“) е десетият студиен албум на Модърн Токинг, който излиза през март 2001 година. Албумът е платинен и достига 2-ро място в класацията за албуми на Германия. От него са пуснати два сингъла – „Win The Race“ и „Last Exit To Brooklyn“.
Първият от тях „Win The Race“ е в Топ 5. Песента излиза в края на февруари 2001 година, като е написана специално за автомобилното състезание „Формула 1“ и става негов официален химн. Като звучене песента е типичен диско-марш. Както и в предния албум, така и в този вторият сингъл отива много назад в класацията – „Last Exit To Brooklyn“ е на 37-о място.
Характерното за албума е, че това е първият албум, в който Луис Родригес не е съпродуцент. В производството на албума Дитер Болен работи с много други съпродуценти – Аксел Брайтунг, Лало Титенков, Торстен Брьотцман, Бюлент Арис, Елефант. Освен това към дуета е привлечена нова команда от беквокалисти и звученето на високите припеви е съвсем различно. В този албум песните са аранжирани с нови, свежи идеи от съпродуцентите. Затова и албумът достига първото място в редица страни, една от които е България.

## Списък на песните
Всички песни са написани от Дитер Болен, с изключение на „I Need You Now“, която е написана от Томас Андерс.
1. „Win The Race“ – 3:35
2. „Last Exit To Brooklyn“ – 3:16
3. „Maria“ – 5:28
4. „SMS To My Heart“ – 3:17
5. „Cinderella Girl“ – 3:34
6. „Why Does It Feel So Good?“ – 4:05
7. „Rain In My Heart“ – 3:47
8. „Witchqueen Of Eldorado“ – 3:55
9. „Run To You“ – 4:47
10. „America“ – 4:50
11. „For A Life Time“ – 4:27
12. „From Coast To Coast“ – 4:27
13. „There’s Something In The Air“ – 3:19
14. „I Need You Now“ – 3:40
15. „New York City Girl“ – 3:27
16. „Send Me A Letter From Heaven“ – 3:54